# هاغتاناک، ایروان
هاغتاناک (به ارمنی: Հաղթանակ) یک منطقه مسکونی در ارمنستان است که در ایروان واقع شده‌است.